# Фреццолини, Джузеппе
Джузеппе Фреццолини (итал. Giuseppe Frezzolini; 9 ноября 1789, Орвието, Умбрия — 16 марта 1861, там же) — итальянский оперный певец, бас.

## Биография

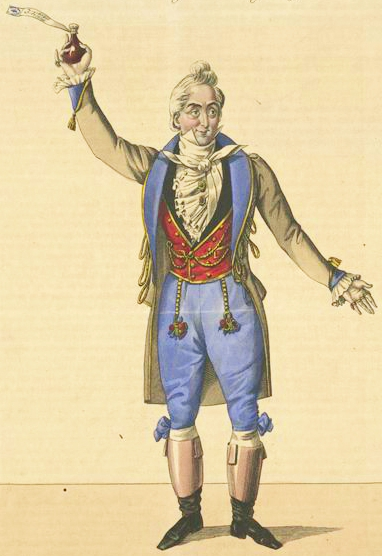
Джузеппе Фреццолини в роли доктора Дулькамара в опере Гаэтано Доницетти «Любовный напиток» в Милане. 1832

Учился пению в родном городе у Г. Педото. Дебютировал на сцене в 1819 году, выступал в ведущих оперных театрах Италии до 1840-х годов.
Наиболее известен созданием роли доктора Дулькамара, странствующего лекаря в мировой премьере оперы Гаэтано Доницетти «Любовный напиток» в Театро делла Каноббиана в Милане 12 мая 1832 года. Кроме того, исполнял партии в мировых премьерах двух других опер Доницетти: Паскуале в «Оливо и Паскуале» (7 января 1827, Театро Валле, Рим) и Бельфиоре в «Алина, регина ди Голконда» (12 мая 1828, Театр Карло Феличе, Генуя).
Был отцом оперной певицы сопрано Эрминии Фреццолини, вышедшей замуж за придворного певца Антонио Поджи.